# Proconis arabica
Proconis arabica là một loài bướm đêm trong họ Noctuidae.